# Loxandrus breviusculus
Loxandrus breviusculus är en skalbaggsart som beskrevs av Thomas Casey. Loxandrus breviusculus ingår i släktet Loxandrus och familjen jordlöpare. Inga underarter finns listade i Catalogue of Life.